# Pentekostalizm w Panamie
Pentekostalizm w Panamie – społeczność zielonoświątkowców w Panamie, będący drugą siłą religijną i stanowiący ponad 10% populacji. Zielonoświątkowcy są najszybciej rosnącym protestanckim ugrupowaniem. Ruch zielonoświątkowy pojawił się w Panamie w roku 1928.

## Historia
W roku 1928 przybyli amerykańscy misjonarze, Arthur i Edith Edwards, z Kościoła Poczwórnej Ewangelii. W 1929 mieli już pięć zborów. Wkrótce pojawiły się też i inne zielonoświątkowe denominacje: Kościół Boży (1935), Pełna Ewangelia, Kościół Bożego Proroctwa (1946), Zielonoświątkowy Kościół Boży (1956), Międzynarodowy Ruch, Zbory Boże i Światowy Ruch Misyjny. Powstały również rodzime denominacje. Z Kościoła Poczwórnej Ewangelii wyłonił się Ewangelikalny Kościół Nowe Życie oraz Ewangelikalny Kościół Podstawowej Doktryny. Rodzime denominacje stanowią niewielki procent ogólnej liczby zielonoświątkowców.
Historię panamskiego pentekostalizmu dzieli się na trzy okresy. Pierwszy został zapoczątkowany wraz z przybyciem misjonarzy z Kościoła Poczwórnej Ewangelii. W okresie tym dokonywała się silna nacjonalistyczna konfrontacja pomiędzy Stanami Zjednoczonymi a Panamą, pentekostalizm rozwijał się głównie w okolicach Kanału Panamskiego. Kościół Poczwórnej Ewangelii miał niewielką konkurencję ze strony innych pentekostalnych denominacji.
Drugi okres rozpoczął się w 1967 wraz z pojawieniem misjonarzy ze Zborów Bożych. W kraju dokonywała się ekonomiczna i socjalna transformacja, modernizacja i urbanizacja. Był to czas ograniczonej wolności i wojskowych rządów. Pentekostalizm wzrastał głównie w miastach. Organizowane były krucjaty ewangelizacyjne.
Trzeci okres rozpoczął się w 1990 wraz z obaleniem generała Noriegi i zaprowadzeniem demokracji. Pojawiły się liczne nowe denominacje, wśród nich Uniwersalny Kościół Królestwa Bożego.
W 1979 roku zielonoświątkowcy stanowili 50% protestantów. W Portoryko zielonoświątkowcy osiągnęli ten punkt w 1948, a w Brazylii w 1960. Do osób, które odegrały znaczącą rolę w rozwoju pentekostalizmu należy Manuel Ruiz i Edwin Álvarez. Po wyborach roku 2004 zielonoświątkowcy zaczęli odgrywać ważną rolę w życiu politycznym kraju.

## Statystyki
W roku 2009 katolicy stanowili 65,5%, a protestanci 9,1% (członkostwo) 24,0% (uczęszczających) .
Zielonoświątkowe denominacje :
- Iglesia Internacional del Evangelio Cuadrangular (Kościół Poczwórnej Ewangelii) – 63 tysiące członków, 660 zborów
- lokalne zbory zielonoświątkowe (nie tworzą denominacji) – 60 tysięcy członków, 600 zborów
- Asambleas de Dios (Zbory Boże) – 44 681 członków, 395 zborów
- Iglesia de Dios Evangelio Completo (Kościół Boży Pełnej Ewangelii) – 15 tysięcy członków, 140 zborów
- Iglesia Evangélica Doctrinal de Puerto Pilon – 5100 członków, 42 zborów
- Iglesia Pentecostal Cristiana (Chrześcijański Kościół Zielonoświątkowy) – 5100 członków, 28 zborów
- Iglesia Pentecostal Unida (Zjednoczony Kościół Zielonoświątkowy) – 3322 członków, 33 zborów
- Iglesia Evangélica Nueva Vida – 2500 członków, 21 zborów
- Iglesia de Dios de la Profecía (Kościół Bożych Proroctw) – 2500 członków, 96 zborów